# Park Republika Srpska
Le Park Republika Srpska (en serbe cyrillique : Парк Република Српска) ou parc de la république serbe de Bosnie, est situé dans la municipalité de Novi Beograd, à Belgrade, la capitale de la Serbie. Ouvert en 2008, il est un des parcs les plus récents de la capitale serbe.

## Localisation
Le parc est situé à l'est de la municipalité de Novi Beograd, entre les rues Brodarska et Savski nasip au nord, le pont de Gazela à l'ouest et la rive gauche de la Save au sud. Au nord, il est bordé par la communauté locale résidentielle de Gazela et, à l'ouest, il s'étend jusqu'au bidonville de Kartonsko naselje et jusqu'au quartier de Savski Nasip ; à l'est, le long du quai, il s'étend jusqu'au quartier de Staro Sajmište.

## Histoire

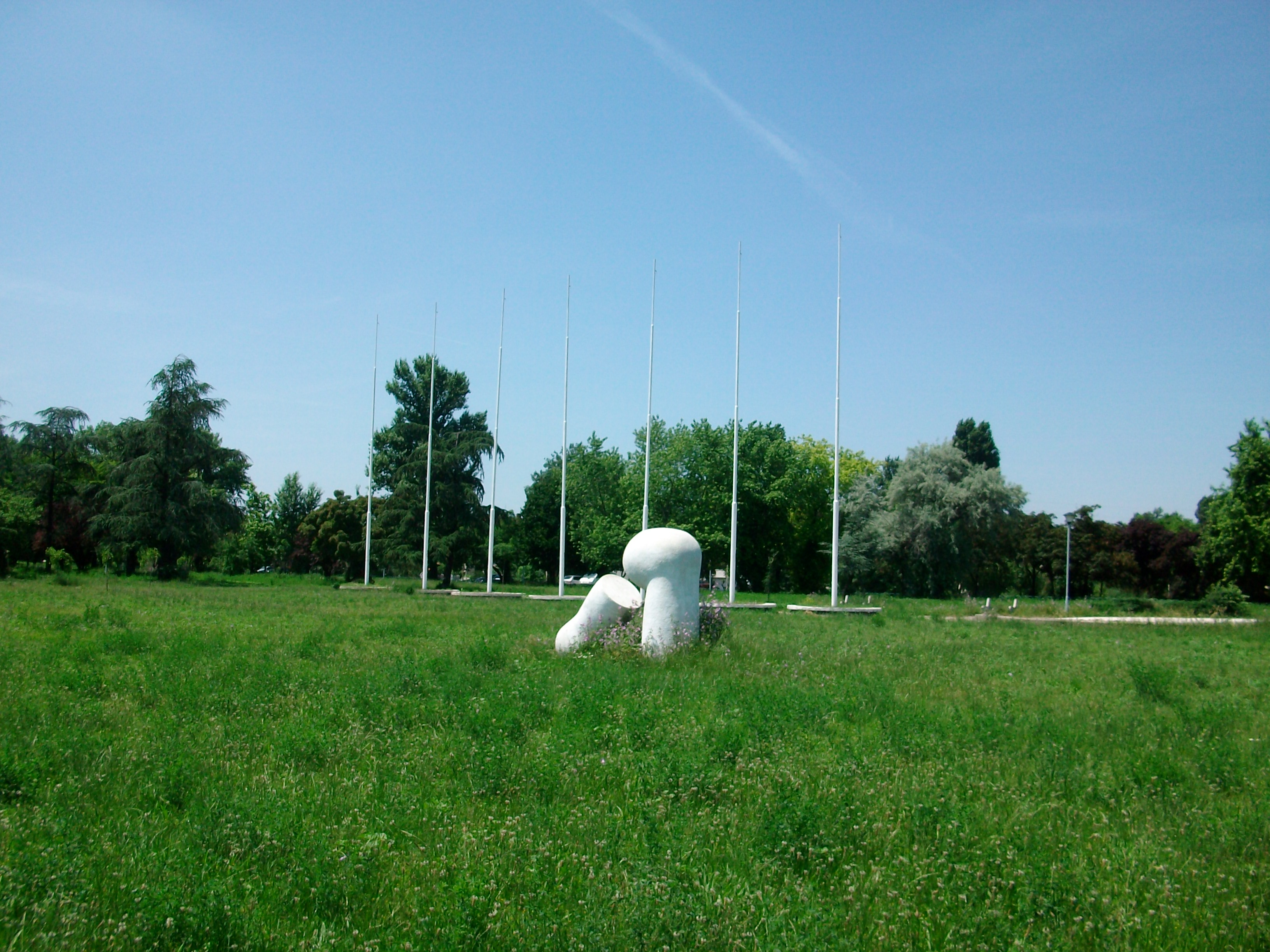
Vue du parc, juillet 2012

Le secteur était autrefois connu sous le nom de parc des Non-alignés, en hommage au mouvement des pays du tiers monde cofondé par le maréchal Tito, président de la république fédérale socialiste de Yougoslavie. À l'époque, le parc couvrait une superficie de 3 hectares, mais, par manque d'entretien, il perdit progressivement son aspect originel. À l'initiative du président de la république de Serbie Boris Tadić et du premier ministre de la république serbe de Bosnie Milorad Dodik et avec le soutien du gouvernement de la ville de Belgrade et les services municipaux, l'ancien parc a été rénové sur 1,7 hectare. Il a été ouvert au public le 30 avril 2008.

## Caractéristiques
Le parc a été créé avec l'aide de pépiniéristes de Banja Luka. On y a planté 300 conifères et feuillus, ainsi que 3 000 fleurs saisonnières ; 500 m2 de terrain ont été ensemencés pour y faire pousser de l'herbe. Toutes ces plantations en font un « jardin botanique en plein air ».
Plusieurs espèces d'arbres du parc sont rares en Serbie, comme le ginkgo biloba, le séquoia d'Amérique du Nord, le hêtre pourpre (Fagus sylvatica atropunicea), le hêtre jaune et le saule tortueux (Salix matsudana),. L'allée centrale du parc est ornée de bouleaux pleureurs (Betula pendula), tandis que le long des allées latérales poussent des érables planes (Acer platanoides) et des frênes.